# Зубачи
Зубачи (бел. Зубачы) — деревня в Берёзовском районе Брестской области Белоруссии. Входит в состав Селецкого сельсовета.

## География
Деревня находится в центральной части Брестской области, на правом берегу реки Ясельды, при автодороге Н-109, на расстоянии приблизительно 13 километров (по прямой) к северо-западу от города Берёза, административного центра района. Абсолютная высота — 153 метра над уровнем моря. Площадь населённого пункта — 0,7835 км².

## История
По состоянию на 1905 год, в Зубачах проживало 165 человек. В административном отношении деревня входила в состав Селецкой волости Пружанского уезда Гродненской губернии.
Согласно Рижскому мирному договору (1921), деревня вошла в состав межвоенной Польши. Входила в состав гмины Селец Пружанского повета Полесского воеводства Польши. В 1921 году числилось 122 жителя, проживавших в 25 домах. В этническом составе населения того периода белорусы составляли 68 %, поляки — 32 %. В конфессиональном составе населения преобладали православные христиане (100 %).
С 1939 года в БССР, с 1940 года деревня в составе Сошицкого сельсовета.

## Население
По данным переписи 2019 года, в деревне проживало 20 человек.
| Год  | Население, человек |
| ---- | ------------------ |
| 1905 | 165                |
| 1921 | ↘ 122              |
| 2009 | ↘ 42               |
| 2019 | ↘ 20               |